# Вануа-Леву
Вану́а-Ле́ву (англ. Vanua Levu) — второй по величине остров Фиджи, расположенный в группе Вануа-Леву в Тихом океане. В прошлом назывался Сандаловым островом (англ. Sandalwood Island).

## Этимология
Название Вануа-Леву на местных языках означает «Большая Земля» (сравните индон. бенуа («континент»), полинез. фенуа, фонуа, хенуа («земля, остров»)).

## География
Вануа-Леву расположен в 64 км к северу от острова Вити-Леву, крупнейшего острова Фиджи. Ближайший материк, Австралия, находится в 2900 км. С юго-востока Вануа-Леву омывается морем Коро.
Остров имеет смешанное вулканическое и коралловое происхождение и представляет собой старый вулканический материал на фрагменте континентальной плиты. Также считается, что Вануа-Леву образовался в результате слияния нескольких островов. Площадь — 5587,1 км². Основная часть острова имеет форму треугольника, длина основания которого составляет 180 км, а стороны — от 30 до 50 км. Вануа-Леву окружён коралловыми рифами, к северу от острова находится Большой Морской риф. Рельеф острова гористый, в центре проходит хребет, являющийся естественной границей между провинциями Такаундрове и Матуата. Высшая точка — гора Насоролеву (1032 м).
Геоклиматические условия те же, что на Вити-Леву. Климат тропический. Из-за горного хребта южное побережье острова имеет более влажный климат, чем северное. На северном побережье выделяются восемь засушливых месяцев, что позволяет выращивать сахарный тростник. Остров подвержен воздействию тропических циклонов и землетрясений.
Вануа-Леву покрыт густой растительностью, широко распространены тропические леса, заросли сандалового дерева и агатиса. Через остров протекает несколько рек, ни одна из которых не является судоходной.

## История
Остров Вануа-Леву был открыт голландским путешественником Абелем Тасманом в 1643 году. За ним последовал в 1789 году британский капитан Уильям Блай, спасавшийся от мятежников корабля «Баунти», которые посадили его с восемнадцатью членами команды в 23-футовый (7 м) баркас с запасом продовольствия и воды на несколько дней, секстантом и карманными часами, но без карт и компаса. В 1797 году Вануа-Леву был исследован капитаном Джеймсом Уилсоном.
Около 1805 года на берегу бухты Мбуа иностранными торговцами стала вестись вырубка сандалового дерева. Но уже к 1815 году снабжение острова продовольствием было прекращено, и вплоть до 1840 года на нём высаживались только китобои. В 1840 году молодой моряк по имени Джексон высадился на соседнем острове Тавеуни, где был принят местным вождём. После этого он исследовал восточное и северное побережье Вануа-Леву.
Около 1860-х годов на острове выходцами из Австралии и Новой Зеландии были высажены плантации кокосовой пальмы. Вплоть до Великой депрессии копра была основным экспортным товаром Вануа-Леву, центром которого стал город Савусаву. В это же время индийцы основали города Ламбаса, ставший основным центром по выращиванию сахарного тростника.

## Население
Численность населения Вануа-Леву — около 130 тысяч жителей (1996). Главные центры — Ламбаса, на западном побережье, и Савусаву, на восточном побережье. В 1996 году в городе Ламбаса, являющемся главным центром Фиджи по выращиванию сахарного тростника, проживало около 25 тысяч человек, в основном индийского происхождения. Численность населения Савусаву, популярного туристического центра, меньше 5 тысяч человек.

## Административное деление
В административном отношении Вануа-Леву разделён на три провинции: Мбуа (в западной части острова), Матуата (в северо-восточной) и Такаундрове (в юго-восточной). Все эти провинции являются часть Северного округа Фиджи.

## Экономика
Основа экономики — сельское хозяйство (сахарный тростник, копра). В последние годы активно развивается туризм. На острове действует аэропорт.